# Samuel Colgate
Samuel Colgate (ur. 22 marca 1822 w Nowym Jorku, zm. 23 kwietnia 1897 w Orange) – amerykański przedsiębiorca i filantrop, wieloletni prezes Colgate and Company, przez 30 lat sponsor Colgate University, syn twórcy firmy, Williama Colgate′a.